# Trey Hardee
James Trey Hardee (ur. 7 lutego 1984 w Birmingham, w stanie Alabama) – amerykański lekkoatleta specjalizujący się w wielobojach.
Zdobył złoty medal młodzieżowych mistrzostw NACAC w roku 2004. W 2008 reprezentował USA podczas igrzysk olimpijskich w Pekinie, jednak nie ukończył rywalizacji w dziesięcioboju po tym jak nie zaliczył żadnej wysokości w skoku o tyczce. Rok później został mistrzem świata w dziesięcioboju. Na halowym czempionacie globu w marcu 2010 zdobył srebrny medal przegrywając jedynie ze swoim rodakiem Bryanem Clayem. W 2011 obronił tytuł mistrza świata, a w 2012 został wicemistrzem olimpijskim.
Stawał na podium mistrzostw Stanów Zjednoczonych i mistrzostw NCAA.
Rekordy życiowe: siedmiobój (hala) – 6208 (26/27 stycznia 2006, Albuquerque); dziesięciobój (stadion) – 8790 pkt. (19/20 sierpnia 2009, Berlin, 10. wynik w historii światowej lekkoatletyki).

## Osiągnięcia
| Rok  | Impreza                       | Miejsce    | Konkurencja   | Lokata     | Wynik     |
| ---- | ----------------------------- | ---------- | ------------- | ---------- | --------- |
| 2004 | Młodzieżowe mistrzostwa NACAC | Sherbrooke | dziesięciobój | 1. miejsce | 7218 pkt. |
| 2008 | Igrzyska olimpijskie          | Pekin      | dziesięciobój | –          | DNF       |
| 2009 | Mistrzostwa świata            | Berlin     | dziesięciobój | 1. miejsce | 8790 pkt. |
| 2010 | Halowe mistrzostwa świata     | Doha       | siedmiobój    | 2. miejsce | 6184 pkt. |
| 2011 | Mistrzostwa świata            | Daegu      | dziesięciobój | 1. miejsce | 8607 pkt. |
| 2012 | Igrzyska olimpijskie          | Londyn     | dziesięciobój | 2. miejsce | 8671 pkt. |
| 2013 | Mistrzostwa świata            | Moskwa     | dziesięciobój | –          | DNF       |
| 2015 | Mistrzostwa świata            | Pekin      | dziesięciobój | –          | DNF       |
| 2017 | Mistrzostwa świata            | Londyn     | dziesięciobój | –          | DNF       |